# Adolfo Pieyre

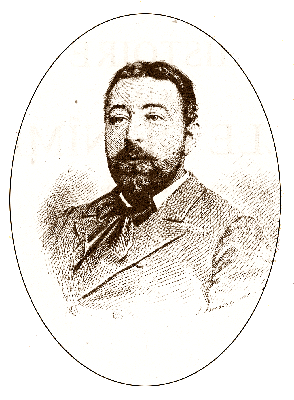
Adolphe Pieyre

Adolfo Pieyre (en francés: Adolphe Pieyre, Nimes, 1848 – Montblanc, 1909) fue un escritor y político francés. Apenas terminados sus estudios, se alistó en el ejército francés y combatió en 1870 en la guerra franco-prusiana, siendo hecho prisionero y conducido a Alemania, de donde se escapó a Rusia. En 1872 pasó a España e ingresó en el ejército del pretendiente Carlos de Borbón y Austria-Este, participando en la tercera guerra carlista. Al volver a Francia fundó en Nimes un periódico realista. En 1875 fue consejero municipal de dicha ciudad y en 1882 se le eligió diputado. Publicó diversos libros, además de un gran número de artículos y folletos.

## Obras
- Débora la Bohémienne (1878)
- La capitaine de la Fayolle (1881)
- La fin du monde (1881)
- Gilberte de Saint-Guilhem (1883)
- L'Hermite é Histoire de Nimes